# Председников човек 2
Председников човек 2 (енгл. The President's Man: A Line in the Sand) је амерички акциони филм из 2002. године са Чаком Норисом у главној улози. Овај филм је прављен искључиво за телевизију.

## Радња филма
Амерички председник даје задатак тајном агенту Џошуи Мекорду (Чак Норис) да спречи терористе да активирају нуклеарну бомбу у америчком граду. Мекорд мора да се убаци у седиште терористичке организације да би деактивирао бомбу.